# Casa del Príncipe de Nápoles
La Casa del Príncipe de Nápoles es una domus (casa) de la época romana en la antigua Pompeya, situada en el Regio VI, sepultada por la erupción del Vesubio en el año 79.

## Historia
La casa nació de la unión de dos casas. Probablemente se restauró poco antes del terremoto del 62, acontecimiento que, sin embargo, causó daños en la estructura: algunos frescos datan del periodo inmediatamente posterior al terremoto. Pertenecía a una familia de clase media-baja, en su interior podían vivir hasta una docena de personas, incluidos los esclavos. Quedó sepultada bajo una capa de ceniza y lapilli tras la erupción del monte Vesubio en el año 79: durante el suceso, la casa estuvo habitada, como demuestra el hallazgo de un esqueleto, restos de comida y objetos domésticos; también se han encontrado ánforas y pesas de un telar, lo que sugiere que en su interior se desarrollaba una actividad comercial. Seguramente fue saqueada en los momentos posteriores a la erupción, como demuestran algunas brechas en los muros.
Fue explorada sistemáticamente entre agosto de 1896 y marzo de 1898 siguiendo las exploraciones de la antigua Pompeya. Recibió el nombre del Príncipe de Nápoles, futuro rey de Italia, Víctor Manuel III, que fue testigo de las excavaciones. Al igual que la Casa de Marco Lucrecio Frontón, la casa del Príncipe de Nápoles fue registrada a partir de lo escrito en los diarios de excavación y no a través de la observación directa de las investigaciones: por lo tanto, es probable que haya habido una confusión entre un cubiculum y una cocina.

## Descripción

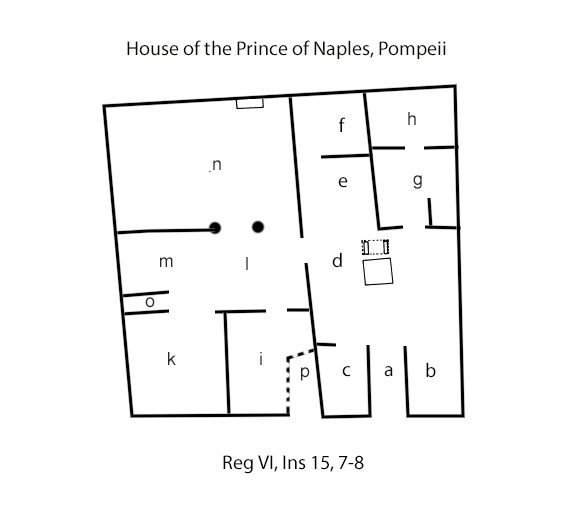
Plano de la Casa del Príncipe de Nápoles

La casa, cuya superficie en la planta baja es de unos 270 m², tenía dos pisos: el superior se derrumbó casi por completo como consecuencia de la erupción. En el interior de la casa, las decoraciones pictóricas son del cuarto estilo: sin embargo, éstas son algo recargadas, típicas de la zona comercial donde se encontraba la casa.
La entrada, con jamba sde piedra caliza, tiene un zócalo negro, un campo central con rectángulos negros separados por diseños de candelabros y un campo superior en blanco, con bloques de imitación de sillar en gris y blanco; el suelo es de opus signinum. En esta sala se puede observar un grafiti que representa a una persona parecida al emperador Galba.
Más allá de la entrada se encuentra el atrio, de estilo toscano, con un impluvium central; reparado tras el terremoto del 62, tiene forma cuadrada, mide 1,55 metros de lado y estaba originalmente revestido de mármol, con la parte central de la cuenca en opus signinum. Los muros tienen un zócalo negro, una zona central roja y una zona superior en blanco, donde se reproducen bloques de sillar. El suelo está en opus signinum con la inserción de hileras de baldosas blancas; en el suelo, cerca del impluvium hay una boca de cisterna. En la esquina noreste estaba la escalera de madera que conducía al piso superior. Entre los objetos encontrados en la sala: una mesa de mármol, vasos de cerámica y vidrio, nueve ánforas y objetos de bronce.
En el lado este del atrio hay dos cámaras. La primera tiene un revoco gris rugoso y un suelo de mortero y cal: probablemente se utilizó como almacén y como refugio para los esclavos, que dormían en una especie de entresuelo, como demuestran los restos de una escalera. En esta sala se encontraron una jarra de cerámica, dos jarras de vidrio, una lucerna de bronce y otra de cerámica, una pesa de telar y cinco monedas de bronce.

La segunda cámara, cuyo hueco en la pared sugiere que fue el lugar de una cama y, por tanto, un cubiculum, está pintada al fresco con un zócalo negro, una zona central blanca con cuadrados centrales que representan cisnes y cabras, y una zona superior blanca con un marco dentado: la excepción es la pared sur, que está simplemente enlucida; el suelo es de opus signinum con baldosas blancas dispersas. Además de los huesos de un esqueleto, se han recuperado en la sala objetos de bronce, entre ellos un manguito y una pequeña campana: estos hallazgos, sin embargo, contrastan con los objetos típicos de un cubiculum.
Completamente abierto al atrio, en la esquina suroeste se encuentra el tablinum: sin embargo, el hallazgo de un brasero de hierro, una olla, un anillo y dos jarras de bronce sugiere que fue utilizado como cocina en el momento de la erupción. Las paredes tienen un zócalo negro con representaciones de pájaros y plantas, una zona central blanca dividida en paneles por dibujos de arquitectura, con dos cuadros centrales que representan el mismo tema, es decir, un ciervo perseguido por un perro y Príapo, y una zona superior en blanco con animales marinos, entre los que destaca un hipocampo; el suelo es de opus signinum con inserciones de travertino, el techo es abovedado y una ventana da directamente al jardín.
Desde el tablinum una puerta conduce a un dormitorio, posiblemente el del propietario: tiene techos abovedados, dos ventanas en la pared sur que se abren al jardín  y decoración mural con un zócalo negro con plantas, una parte central blanca con animales y pájaros y una parte superior en blanco con pájaros entre los que se encuentra un pavo real dirigiéndose hacia una cesta de fruta. El suelo es de opus signinum.
La esquina noroeste del atrio conduce a través de una estrecha puerta a la cocina, que probablemente no se utilizaba en el momento de la erupción. La pared sur no está enlucida, mientras que sobre el hogar se conservan restos de decoraciones en rojo: en el resto de las paredes, las pinturas aún no se habían completado. A lo largo de la pared norte hay un banco de mampostería, coronado por una hornacina semicircular, utilizada como lararium; en la esquina noreste se encuentra la letrina a la que está conectada una tubería de terracota que procedía del piso superior. El suelo es de tierra batida. En la sala se encontraron cuatro botellas de vidrio, un ánfora, dos vasijas de cerámica y un objeto de bronce, probablemente un instrumento quirúrgico: se trata de hallazgos inusuales para una cocina en uso.
Una puerta en la pared este de la cocina conduce a una despensa: en su interior se encontraron huesos de animales, principalmente de gallina y oveja, y una cáscara de huevo, almacenados para las necesidades de la familia; este hallazgo también demuestra que la casa estaba habitada en el momento de la erupción. Las paredes están enlucidas en blanco y el suelo es de tierra apisonada. También se encontraron dos platos de cerámica, una moneda de bronce, una vasija de mica que contenía una sustancia aceitosa y un gancho de bronce.
Una puerta en el lado sur del atrio conduce al ambulacro: la sala se caracteriza a lo largo del lado oeste por una columnata que da directamente al jardín, mientras que en los lados este y sur hay dos puertas que conducen a otras tantas habitaciones. Originalmente, el pórtico estaba formado por cinco columnas de ladrillo revestidas de estuco amarillo en la base y de estuco rojo en la parte superior: posteriormente, de los cuatro espacios entre las columnas, uno se cerró con un muro bajo y otro se incorporó a la cámara de la parte inferior del ambulacro. La decoración de las paredes es un revestimiento negro con diseños geométricos, un espacio central blanco con el añadido de cuadros de pájaros comiendo fruta  separados por candelabros amarillos y un espacio superior blanco enriquecido con bandas y guirnaldas; el suelo es de opus signinum. Por los artefactos descubiertos, como un ánfora, dos asas de bronce, un mortero y un cubo de bronce, es probable que en la época de la erupción se utilizara como almacén.
El jardín, en el lado oeste del ambulacro, tiene las paredes pintadas al fresco en color rosa: un alerce está pintado en la pared oeste. A lo largo de uno de los muros hay un larario: este descansa sobre un podio de mampostería con base roja y zona superior en amarillo con un nicho central, mientras que en la parte superior hay cuatro columnas, las dos extremas en amarillo y las dos centrales en rojo, que sostienen el frontón. En la esquina noreste se encontró un puteal de terracota, así como un vaso, una pantera de bronce y fragmentos de una mesa de mármol sostenida por una sola columna en la que está representado un Sileno que sostiene un pequeño Baco.
La primera cámara a lo largo de la pared este del ambulacro, a la que se accede a través de una gran puerta en el centro de la pared, debió de ser un taller, ya que en su interior se encontraron 54 pesas de plomo para el telar: es posible que la habitación fuera originalmente un taller abierto directamente a la calle, cuya entrada fue tapiada posteriormente. Algunos arqueólogos han conjeturado que también podría haber sido un dormitorio, como demuestra el hueco en la pared donde se colocó la cama. Las paredes son de color rosa, el techo es abovedado y el suelo es de mortero. En su interior se descubrió el cráneo de un hombre y algunos huesos. Un muro de entramado de madera separa la habitación del hueco de la escalera que conducía al piso superior y tenía acceso directo desde la calle.

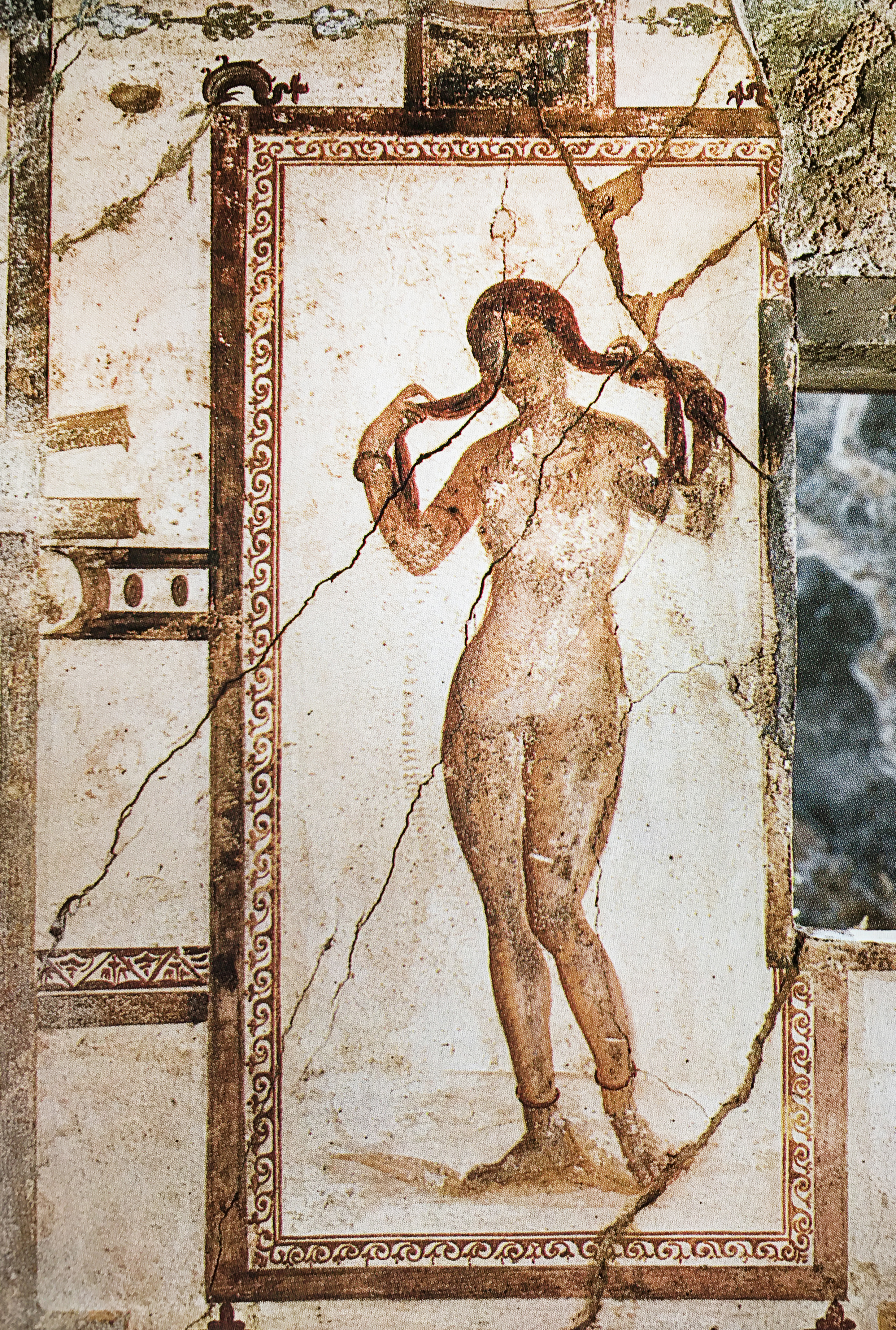
Venus Anadiómena en el fresco del triclinium de verano.

La segunda habitación, en cambio, es la más grande de la casa: se trata o bien del comedor, aunque no se encontraron rastros de sofás o cama en su interior, o bien de un oecus. Las decoraciones de las paredes, que siguen todas el mismo esquema decorativo excepto la de la pared sur en yeso gris, probablemente dañada en el terremoto del 62 y aún no restaurada en el momento de la erupción, tienen un revestimiento rojo oscuro con guirnaldas y plantas, una zona central blanca y una zona superior también blanca con candelabros, guirnaldas y animales; En la parte central hay dos pequeñas pinturas, una, la de la pared norte, representa a Perseo y Andrómeda, la otra, la de la pared este, a Adonis y Afrodita o a Paris y Helena. El suelo es de opus signinum con la zona central en opus sectile con piezas de mármol de colores. En la sala se encontraron objetos de bronce como una jofaina, dos lámparas y varios vasos.
La cámara del lado sur, completamente abierta al norte sobre el ambulacro, sirvió muy probablemente de cubiculum de verano: el hallazgo de una pequeña ánfora de vidrio, de jarras y de un vaso de cerámica hizo suponer que podría tratarse de una cámara dedicada al cuidado del cuerpo o al bordado. La decoración de las paredes presenta un revestimiento rojo oscuro con guirnaldas y un espacio central en blanco, coronado por dibujos de elementos arquitectónicos. En la pared sur, en el panel central, se representa a Baco, rodeado de dos pequeñas pinturas, una de ellas con un hombre en un puente, mientras que la otra es difícil de interpretar por estar muy deteriorada, en la pared oeste, Venus y en la pared este, donde también hay una pequeña ventana, una pequeña pintura central con el tema de dos puttos, uno sosteniendo un espejo y el otro sacando unos objetos de una caja. El suelo es de opus signinum.
Junto a esta cámara, también con acceso desde el ambulacro, hay un almacén, que estaba cerrado con una cortina: en el momento de la erupción probablemente no se utilizaba, ya que no se encontraron objetos en su interior. Tiene un zócalo negro y una parte central blanca con candelabros amarillos y bandas rojas; el suelo es de opus signinum.
La planta superior de la casa estaba dividida en dos partes: a la del lado norte se accedía directamente desde la casa, la del lado sur, casi seguramente un apartamento de dos habitaciones, tenía acceso directo desde la calle y se alquilaba. Tras la erupción se derrumbó casi por completo. También se conservaron partes del lado norte, donde se encontró un ánfora, y del lado sur, donde se conservaron objetos de bronce, entre ellos un amuleto que representa a la Fortuna, cinco botellas de vidrio y una lucerna de cerámica.